# Burg Guttenberg (Haßmersheim)
Die Burg Guttenberg ist eine spätmittelalterliche Höhenburg über Neckarmühlbach, einem Ortsteil von Haßmersheim im Neckar-Odenwald-Kreis in Baden-Württemberg. Die Burg wurde nie zerstört und ist seit fast 800 Jahren kontinuierlich bewohnt, seit der Mitte des 15. Jahrhunderts von der Linie Gemmingen-Guttenberg der Freiherren von Gemmingen. Die Anlage beherbergt u. a. die Deutsche Greifenwarte sowie ein Burgmuseum und ein Restaurant.

## Lage
Die Burg Guttenberg ist bey Horneck am Necker gelegen  – gegenüber von Gundelsheim mit dem Schloss Horneck und nördlich von Bad Wimpfen –, auf einem Bergsporn zwischen dem Neckar- und Mühlbachtal.

## Geschichte

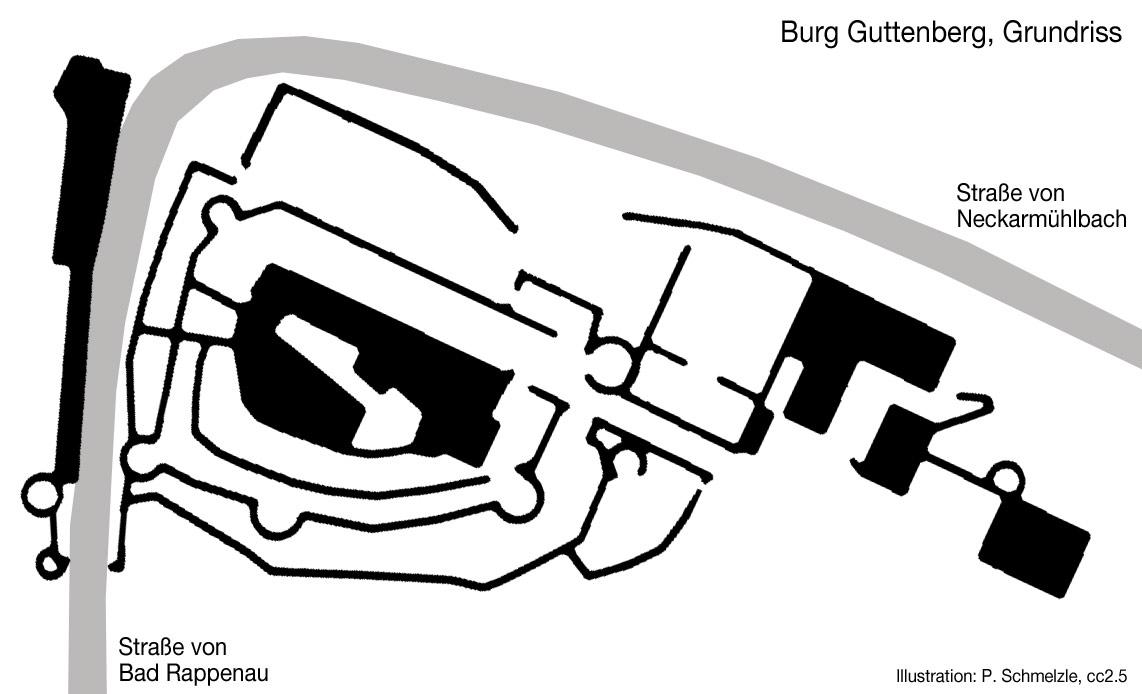
Grundriss von Burg Guttenberg

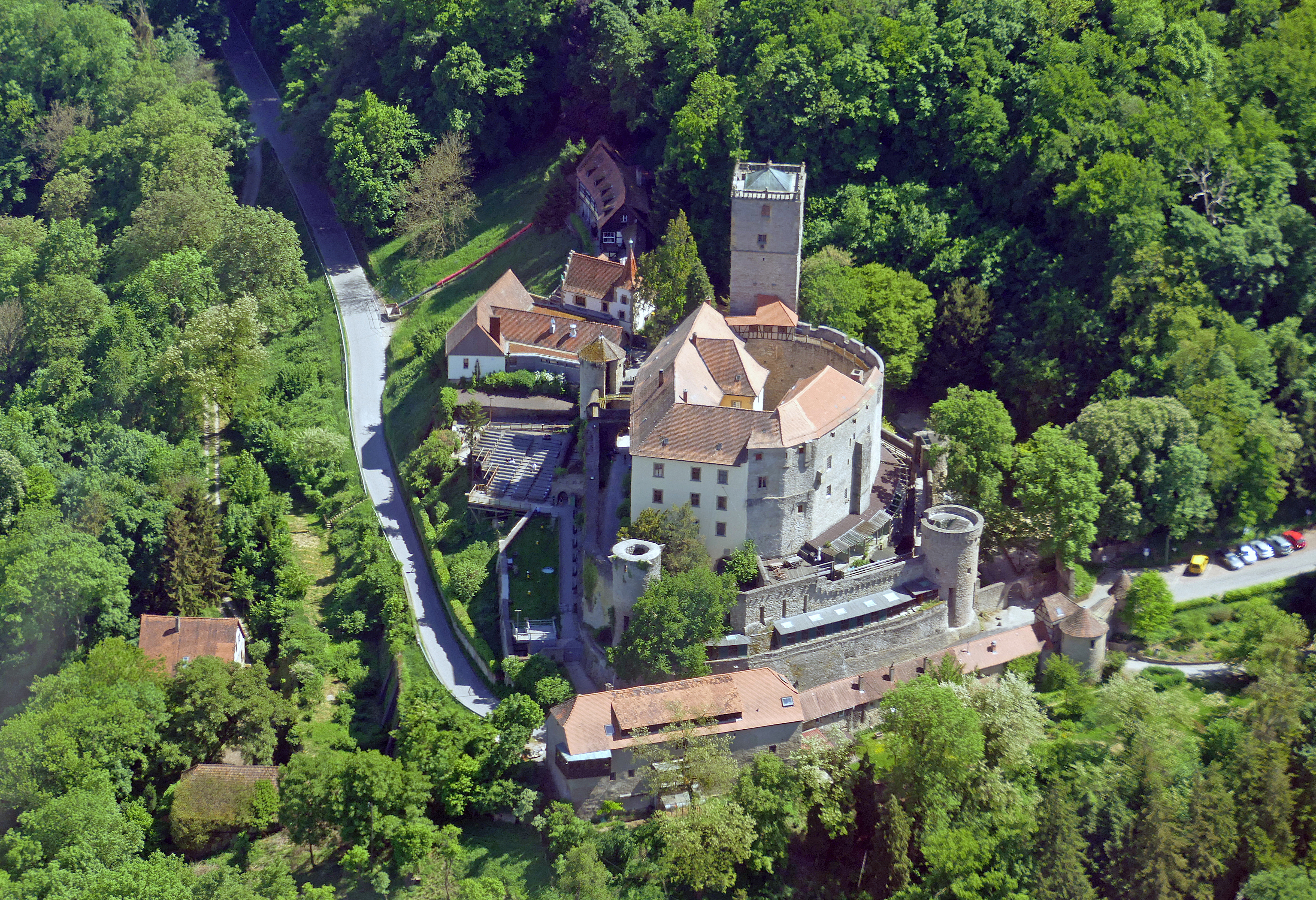
Luftbild der Burg Guttenberg von Norden in Richtung Süden

Am 1. Mai 1393 stiftete der Mainzer Erzbischof Konrad II. von Weinsberg in Mühlbach eine neue Kapelle prope castrum nominatum Gutenberg, in der Nähe der Burg Guttenberg. Hier wird die Burg, die nach den archäologischen Befunden aus der ersten Hälfte des 13. Jahrhunderts stammt, zum ersten Mal urkundlich erwähnt. Als Lehen der Bischöfe von Worms gehörte sie den Herren von Weinsberg. Vermutlich hatten die von Weinsberg die Burg im Auftrag ihres Lehnsherren auch erbaut. Dem Bischof von Worms ging es um die Sicherung der Zolleinnahmen auf den Fernwegen in seinem Territorium. Die Burg Guttenberg ist keine Gründung der Staufer; die vermutete Funktion der Burg als Teil eines Verteidigungsrings um die Pfalz Wimpfen ist nicht durch Quellen belegt und auch wegen der Rechtsverhältnisse nicht wahrscheinlich.
Mit einer Urkunde vom 2. Dezember 1449 bestätigte der Bischof von Würzburg, dass er als Vormund der Söhne des verstorbenen Reichserbkämmerers Konrad IX. von Weinsberg die am Neckar gelegene Burg Guttenberg mit den zugehörigen Dörfern samt allen Rechten, Nutzungen und Zugehörungen für 6000 Rheinische Gulden an Hans den Reichen von Gemmingen verkauft hat. Mit diesem Kauf wurde Hans von Gemmingen, genannt Hans der Reiche, zum Begründer der Linie Gemmingen-Guttenberg, in deren Besitz sich die Burg noch heute befindet. Mit dem Teilungsvertrag vom 1. Februar 1518 erbte Hans’ Enkel Dietrich von Gemmingen († 1526) den neuen Stammsitz der Familie. Unter ihm spielte die Burg in der Reformationszeit eine Rolle, unter anderem auch als Ort für ein Religionsgespräch im Abendmahlsstreit der Reformatoren.
Eine Belagerung im Mittelalter ist nicht bezeugt, und auch im Deutschen Bauernkrieg nahm die Burg keinen Schaden. Im Dreißigjährigen Krieg besiegten die katholischen Truppen unter Generalleutnant Johann T’Serclaes von Tilly im Mai 1622 das protestantische Heer unter dem Markgrafen von Baden in der verlustreichen Schlacht bei Wimpfen (auf jeder Seite 1500 bis 2000 Tote). Im Pfälzischen Erbfolgekrieg ließ König Ludwig XIV. von Frankreich 1689 die Kurpfalz und die angrenzenden Gebiete systematisch verwüsten. Obwohl immer Truppen durch die Region zogen, blieb die Burg Guttenberg durch glückliche Umstände in allen Kriegen verschont.
Die Burg ging durch die Hände verschiedener Zweige der Herren von Gemmingen-Guttenberg. Der bei einer Erbteilung begünstigte Philipp von Gemmingen (1702–1785) überlebte seinen einzigen Sohn, so dass die Burg an den Zweig Bonfeld-Unterschloss kam und darin beginnend mit den Söhnen von Ludwig Eberhard von Gemmingen-Guttenberg (1750–1841) im Besitz eines bis 1932 bestehenden Kondominats mehrerer Anteilseigner war.
1825 weilte Wilhelm Hauff (1802–1827) auf der Burg. Hinter dem Namen Schloss Thierberg in seiner Novelle Das Bild des Kaisers verbirgt sich Burg Guttenberg.
Den Fremdenverkehr auf der Burg begründete Gustav von Gemmingen-Guttenberg (1897–1973), der 1923 den Forstwirtschaftsbetrieb der Burg übernommen und das Sägewerk in Neckarmühlbach gegründet hatte. Er richtete 1949 das Burgmuseum und 1950 die bereits im Folgejahr erweiterte Burgschenke im Vorbau ein. Ebenfalls noch auf Gustav von Gemmingen-Guttenberg geht der Einzug der Deutschen Greifenwarte 1971 zurück. Nach Einzug der Greifenwarte steigerte sich der Fremdenverkehr auf der Burg immens, so dass man die Burgschenke 1972 nochmals um ein Selbstbedienungsrestaurant erweitert hat. Gustav von Gemmingens Sohn Christoph von Gemmingen-Guttenberg (1930–1999) und seine Frau Gabriele geb. von Lersner (* 1935) führten die Verwaltung und den Ausbau der Burg fort.

## Baugeschichte

### Vorburg und Burg

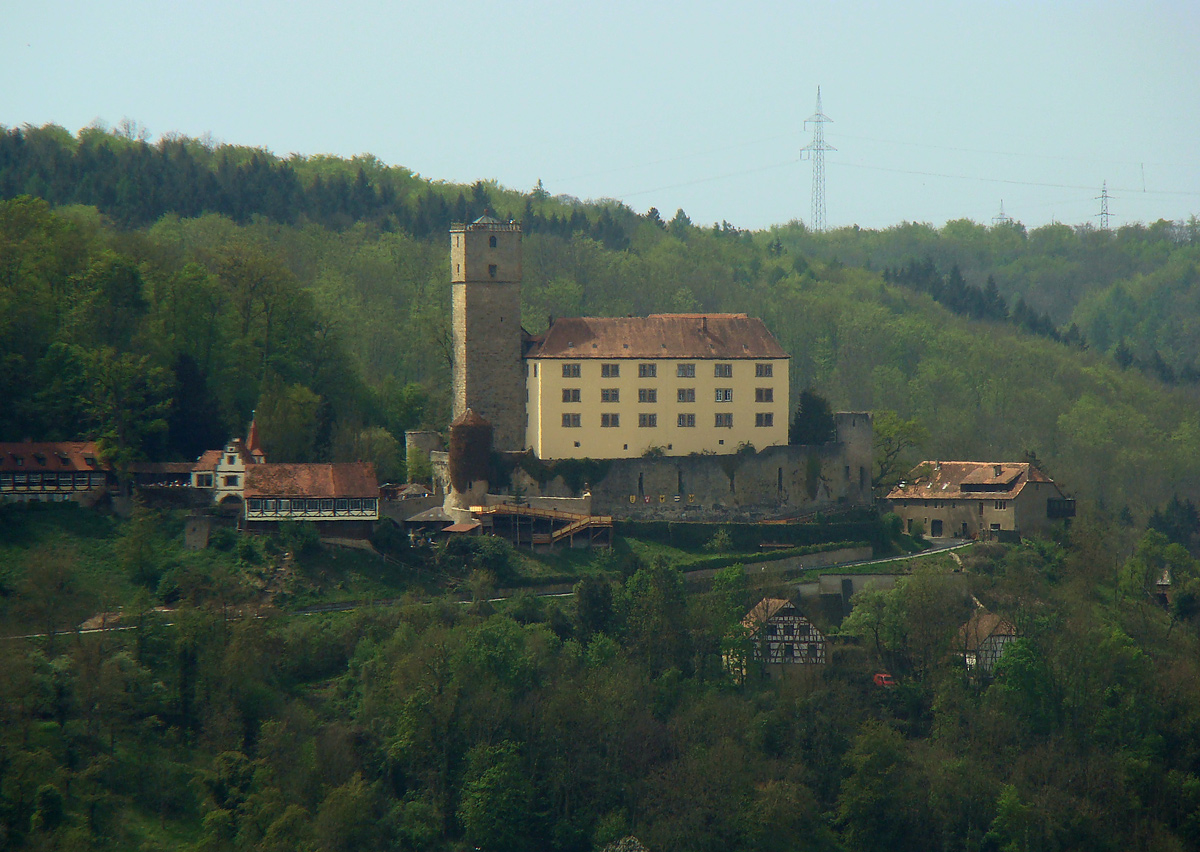
Burg Guttenberg

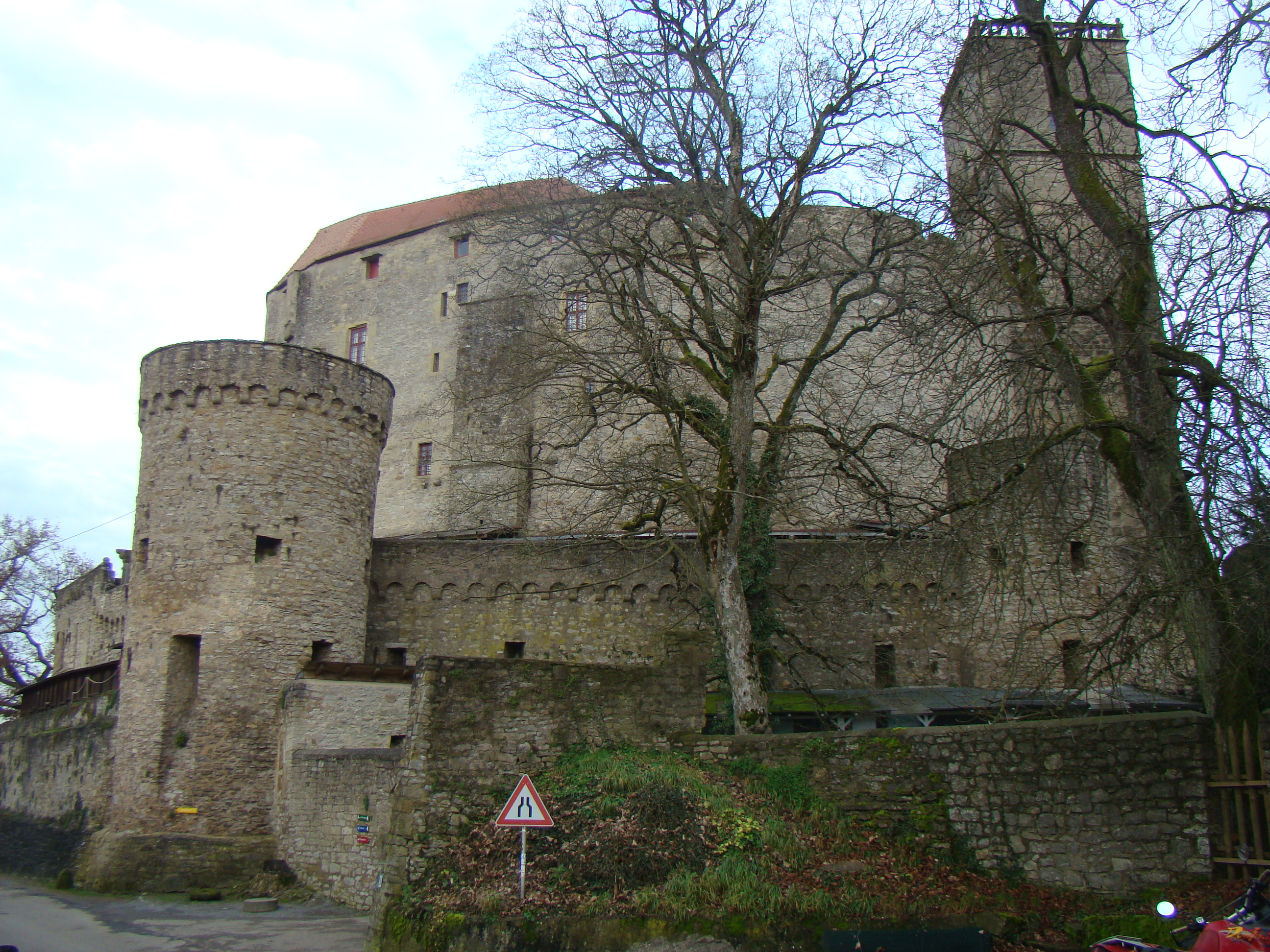
Bergseitige Ansicht

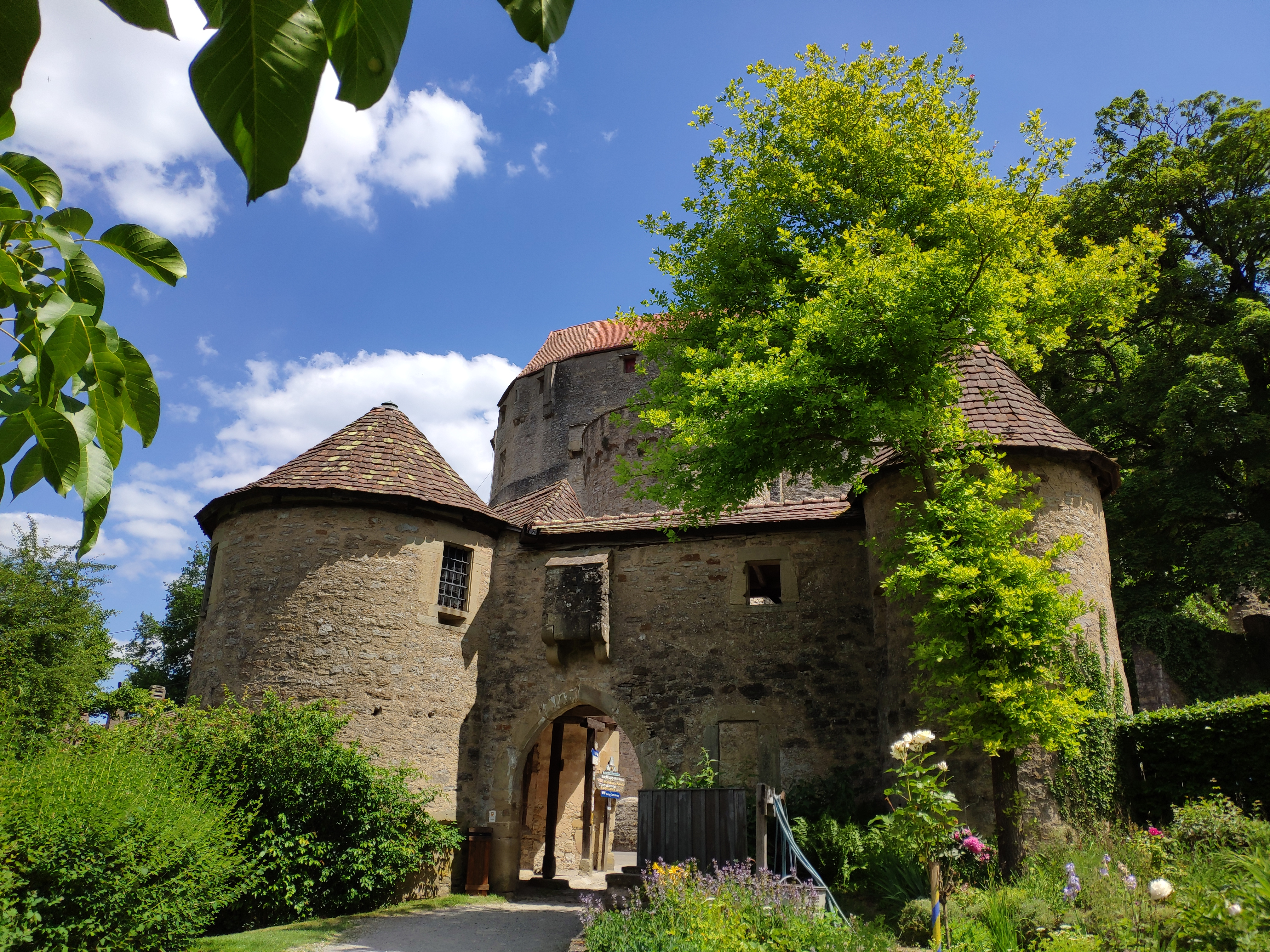
Südwestliches Torhaus

An der westlich der Burg durch die Vorburg führenden Straße liegen Gebäude aus dem 15. bis 17. Jahrhundert. Der lange, zweigeschossige Bruchsteinbau aus dem 15. Jahrhundert ist der Hauptbau. Der anschließende niedrige, zum Teil aus Fachwerk bestehende Bau lenkt den Blick zum Tor mit den beiden Türmen, dem Eingangstor zur Vorburg in alter Zeit. Noch immer führt hier der Weg an der Burgkapelle vorbei ins Tal. Das spitzbogige, durch einen Wurferker gesicherte Tor stammt aus der 2. Hälfte des 15. Jahrhunderts und war durch zwei hölzerne Drehflügel zu schließen. Auch das gegenüberliegende zweite Tor, durch das man heute zur Burg gelangt, hatte seine Drehflügel auf der Seite zur Vorburg. Die Vorburg hinter ihrer Mauer war also für sich abschließbar und diente nicht dem Schutz der Kernburg. Die die Vorburg umgebende Mauer wurde erst in der Neuzeit wegen der Fahrstraße an beiden Seiten geöffnet.
Auf dem Weg zum Haupttor der Burg beeindrucken die mächtige Schildmauer und der 40 m hohe Bergfried. Sie liegen hinter der Zwingermauer mit ihrem spätgotischen Rundbogenfries, die die gesamte Kernburg umschließt. Vor einer nicht sichtbaren, älteren Zwingermauer – wahrscheinlich aus dem 13. Jahrhundert – wurde sie mit ihren fünf Rundtürmen in der 2. Hälfte des 15. Jahrhunderts errichtet, mithin schon unter den Herren von Gemmingen. Die Schildmauer aus Bruchsteinmauerwerk, ein Abschnitt in der im 14. Jahrhundert erneuerten alten Ringmauer, wurde in unterschiedlichen Zeitabständen erhöht.
In seinem Sockelgeschoss aus grob behauenen Buckelquadern stammt der Bergfried aus dem 2. Viertel des 13. Jahrhunderts. Vom Wehrgang über der Schildmauer kommt man über eine kurze Treppe in das Eingangsgeschoss. Der Raum mit einer Abortnische und den Spuren eines Kamins war für eine Torwache bewohnbar. Das darüberliegende Wehrgeschoss hat nach allen vier Seiten Fensternischen mit verschließbaren Öffnungen für ein kleines Geschütz. Die beiden ungenützten Etagen unter dem Eingangsgeschoss hatten zur Bauzeit keine andere Funktion, als den Turm zu erhöhen. Dieses Verlies diente auch nie als Kerker. Der Bergfried mit seinem Hocheingang war kein Rückzugsort im Verteidigungsfall, sondern er war Beobachtungsort für den Burgwächter. Die beiden Geschosse über dem Gesims wurden im späten 15. Jahrhundert aufgesetzt, nach dem Übergang der Burg an die Herren von Gemmingen.
Die auf das Haupttor zuführende Steinbrücke über den Halsgraben, die die Jahreszahl 1572 trägt, endete ursprünglich einige Meter vor dem Tor und wurde in alter Zeit durch die heute verschwundene Zugbrücke verlängert. Das wenig wehrhafte Haupttor ist ein Einbau aus dem späten 16. Jahrhundert in die äußere Zwingermauer aus dem 15. Jahrhundert. Das zweite Tor wurde im 15. Jahrhundert in die an dieser Stelle noch sichtbare ältere Zwingermauer eingefügt. Der enge Innenhof wird im Süden durch die Schildmauer begrenzt, im Osten und Westen durch die Wohnbauten.
Bald nach 1449 entstand hinter der westlichen Ringmauer ein viergeschossiger Wohnbau. Dieses in seinen Außenmauern erhaltene Gebäude wurde im 16. Jahrhundert modernisiert und erhielt 1741 ein barockes Portal. In diesem Zustand präsentiert sich der ehemalige Wohnbau, in dem jetzt das Burgmuseum untergebracht ist, noch heute.
An der Stelle eines kleineren Vorgängerbaus, vermutlich aus dem 14. Jahrhundert, errichtete man im 16. Jahrhundert den neuen östlichen Wohnbau. Das Mauerwerk des in der Barockzeit modernisierten Gebäudes stammt teilweise aus diesen alten Bauten. Dem Gebäude wurde im 18. Jahrhundert ein neuer Flügel angefügt mit dem barocken Treppenhaus von 1776. In das späte 18. Jahrhundert gehört auch die steinerne Balustrade, die das Dach des Bergfrieds umgibt. Seit dieser Zeit nutzen die Burgherren den Bergfried als repräsentativen Aussichtsturm mit dem Blick über das Neckartal auf die Burg Hornberg und das Schloss Horneck. Immer wieder modernisiert, ist die mittelalterliche Höhenburg mit ihrem Bergfried aus der Stauferzeit auch heute noch ein Mittelpunkt der weitverzweigten Familie des Burgherrn.

### Burgkapelle

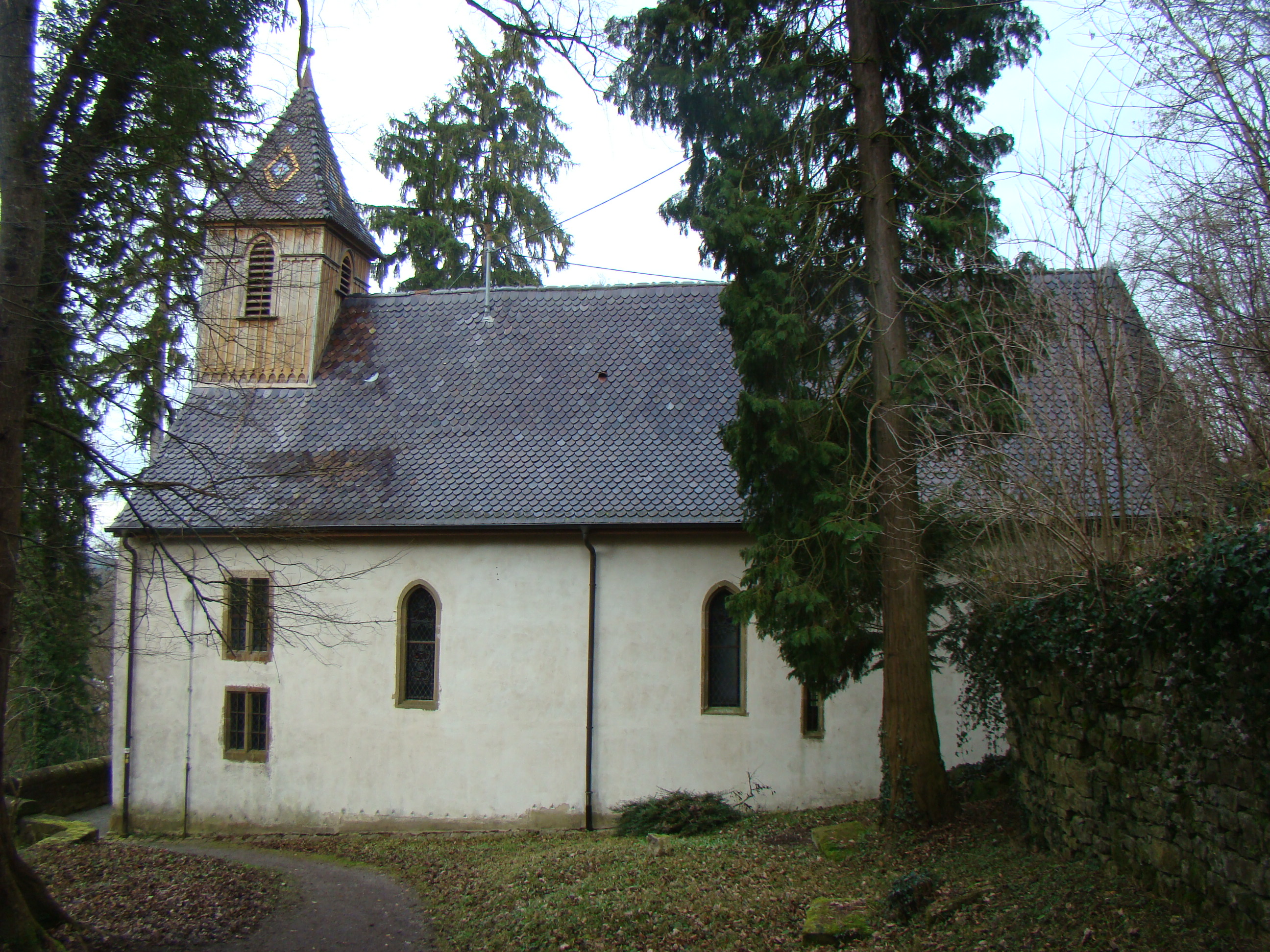
Burgkapelle, Südseite

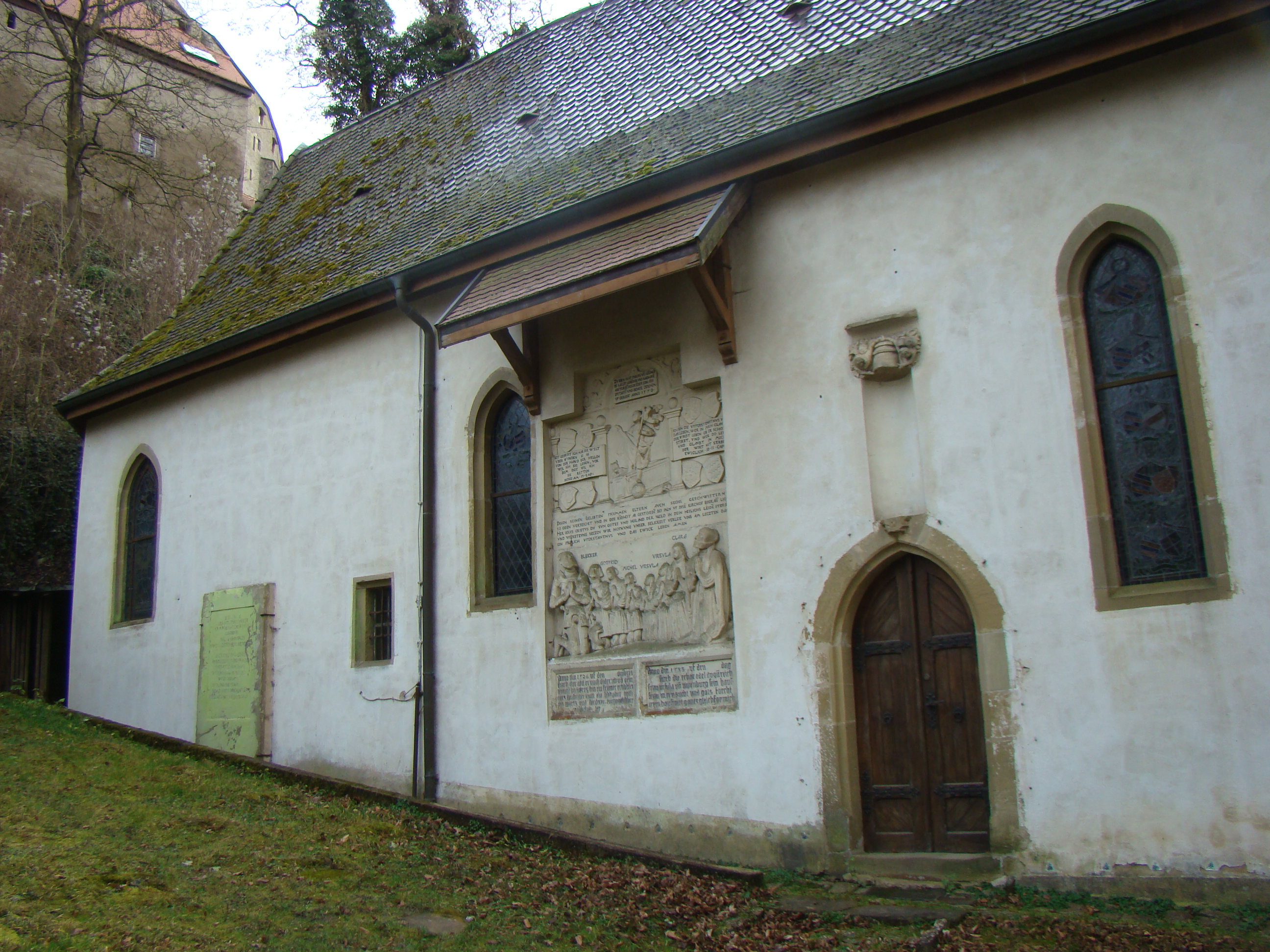
Burgkapelle, Nordseite mit Epitaph für Dietrich von Gemmingen

Der Mainzer Erzbischof Konrad von Weinsberg hat am 1. Mai 1393 unterhalb der Burg Guttenberg zu Ehren des heiligen Eucharius eine Kapelle mit einer Kaplanei gestiftet. Das Patronatsrecht lag bei der Mutterkirche in Heinsheim. Hans von Gemmingen, seit 1449 neuer Burgherr, erreichte 1469 die Erhöhung der Kapelle zur Pfarrkirche von Mühlbach. Das Patronatsrecht für die neue Pfarrei lag nun „für alle Zeiten“ bei den Herren zu Guttenberg. An der Stelle der alten Kapelle ließ Hans der Reiche einen Neubau errichten, der mit dem Chor der heutigen Pfarrkirche von Neckarmühlbach identisch ist.
1501 wurde diese kleine Burgkapelle und Kirche durch Pleikard von Gemmingen mit dem Bau des heutigen Langhauses nach Westen verlängert. Auch die beiden spätgotischen Ziborienaltäre neben dem Triumphbogen entstanden in dieser Zeit. Vermutlich wurden von Pleikard auch die beiden heute noch erhaltenen Flügelaltäre in Auftrag gegeben, ein Kreuzaltar mit einem geschnitzten Kruzifix und ein Marienaltar mit einer Schutzmantelmadonna in einem mit geschnitztem Maßwerk reich verzierten Schrein. Die Flügel dieses Altars sind bemalt und zeigen Szenen aus dem Marienleben. Beide Retabel stehen heute im Burgmuseum.
Dietrich von Gemmingen, Pleikards Sohn, war einer der ersten Anhänger Luthers im Kraichgau. Schon 1522 hat der aus Weinsberg vertriebene lutherische Prediger Erhard Schnepf – der spätere Reformator Württembergs – in der Guttenberger Burgkapelle und Neckarmühlbacher Pfarrkirche gepredigt.
Im Kirchenschiff steht ein Kenotaph, ein leeres Grabmal, zum Gedächtnis an Friedrich Christoph von Gemmingen, der 1702 im Spanischen Erbfolgekrieg in der Schlacht bei Friedlingen fiel. An der nördlichen Außenwand der Kirche befindet sich ein großes Epitaph für Dietrich von Gemmingen, seine Gemahlin Ursula von Nippenburg und ihre sechs verstorbenen Kinder. Philipp der Weise ließ es 1550 für seine Eltern und Geschwister gestalten. Südlich der Kirche erstreckt sich ein kleiner Friedhof mit jüngeren Bestattungen von Angehörigen der Familie von Gemmingen.

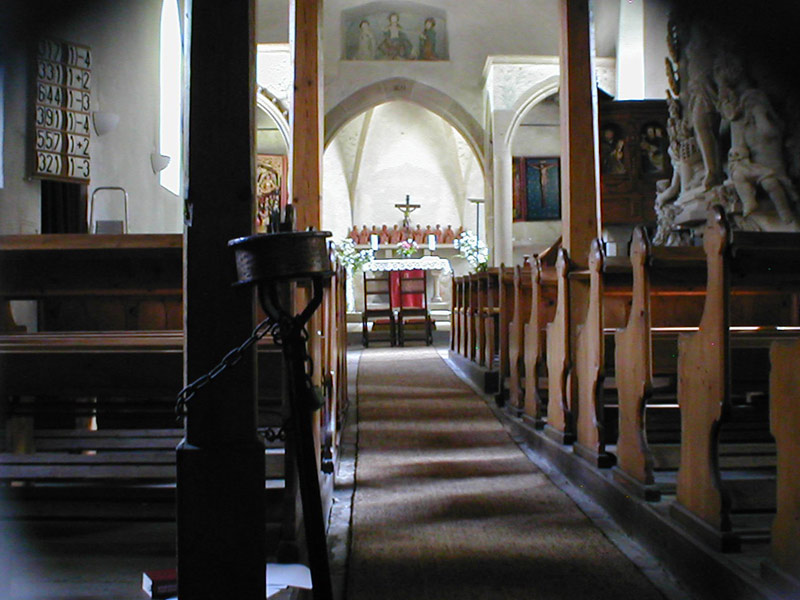
Innenansicht der Kapelle
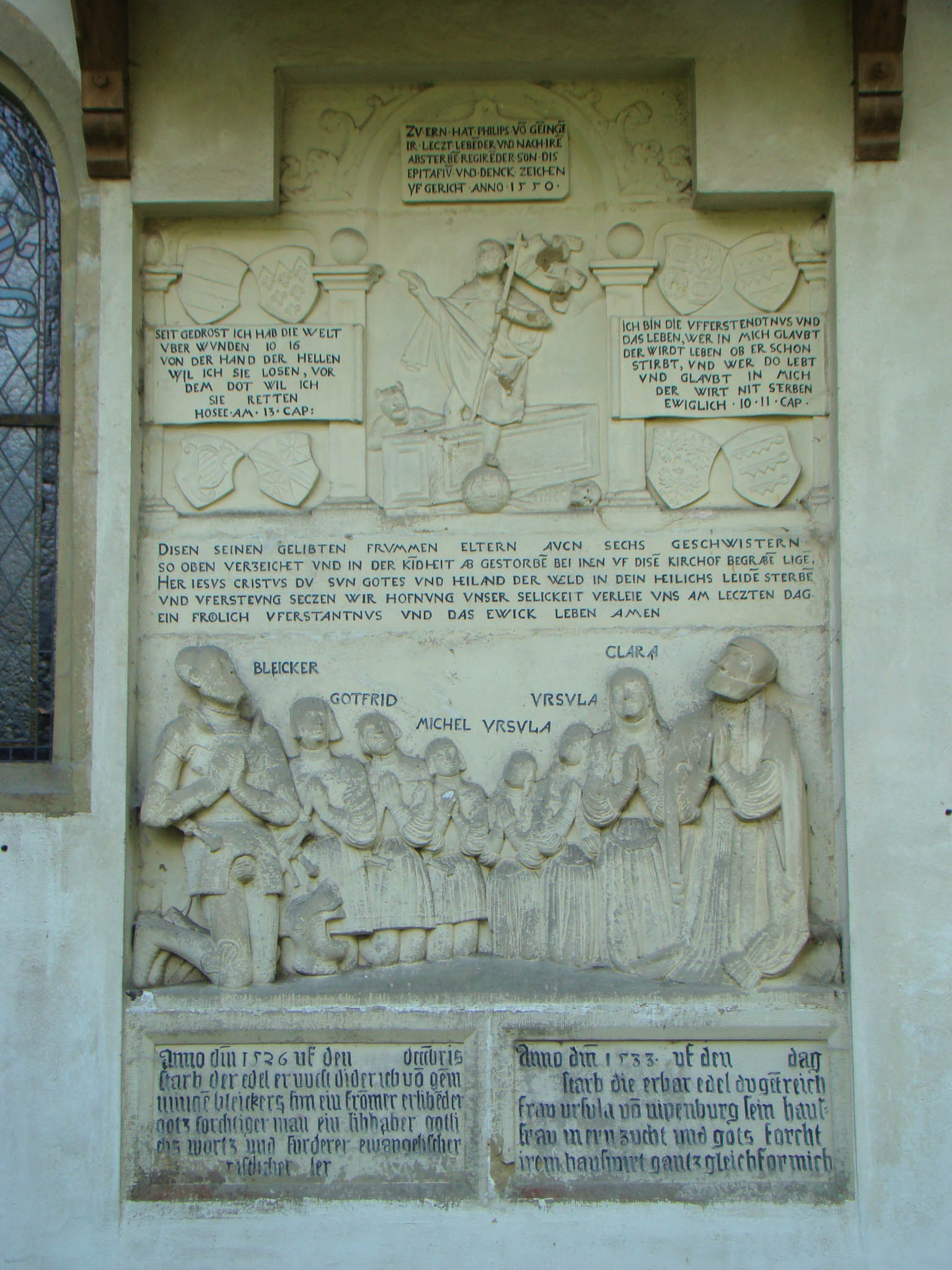
Epitaph für Dietrich von Gemmingen (1550)
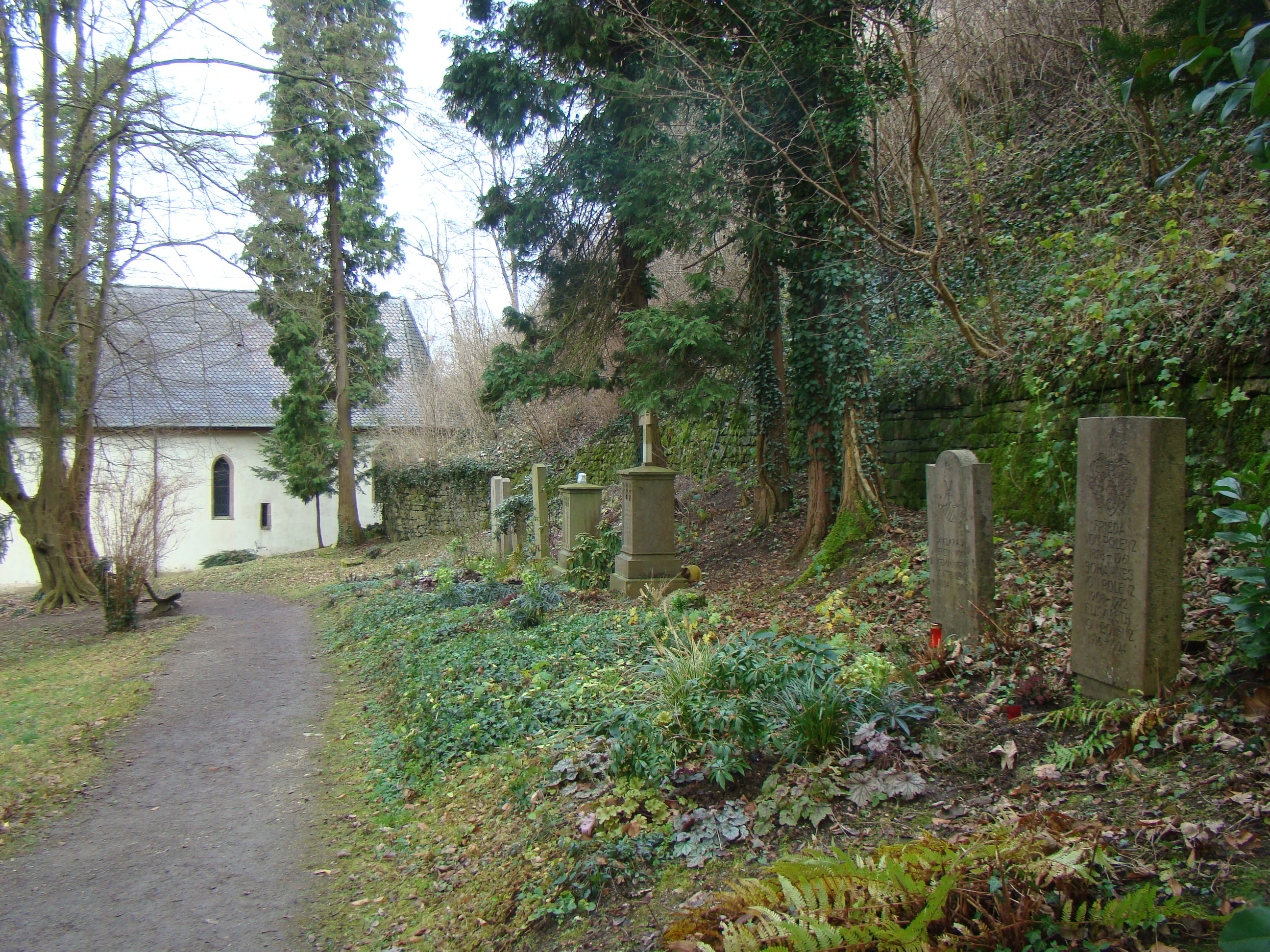
Burgfriedhof
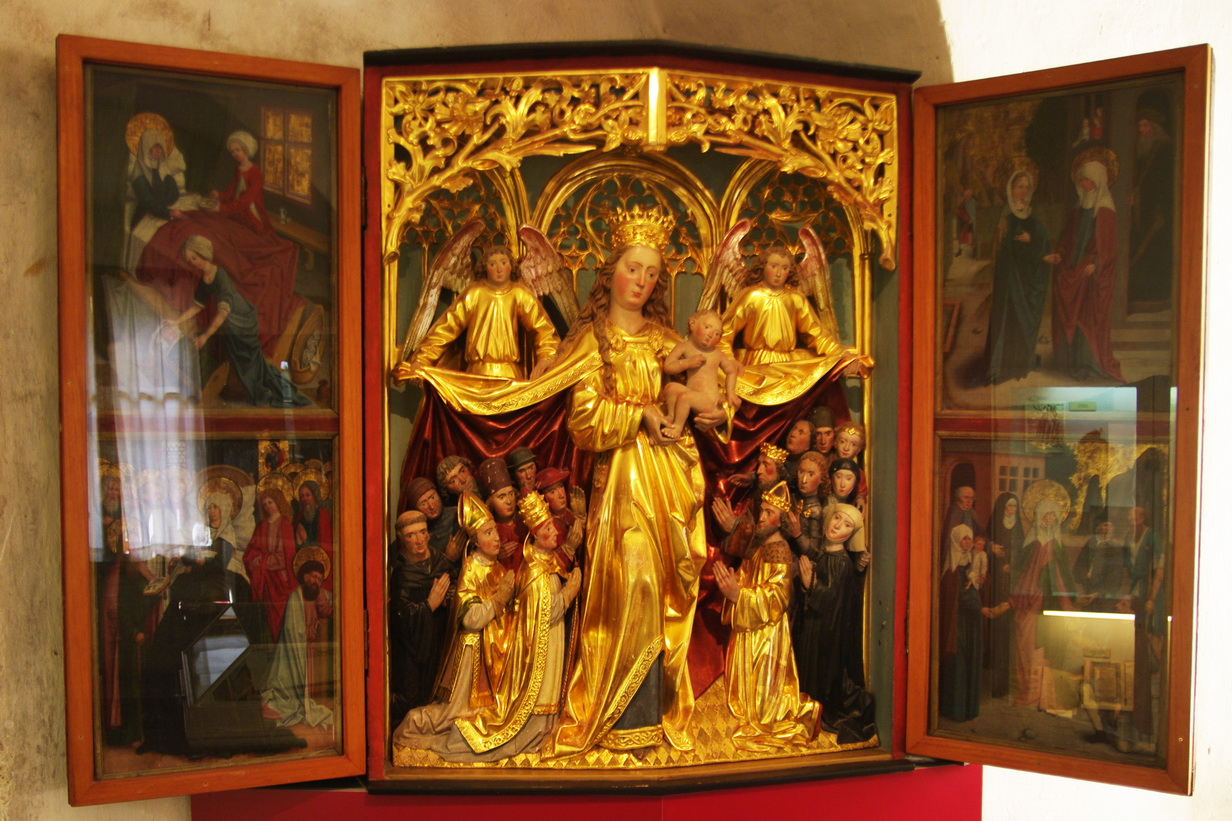
Marienaltar aus der Burgkapelle im Burgmuseum

## Heutige Nutzung
Während sich im östlichen Wohnbau die Privaträume der Burgbesitzer befinden, ist im westlichen das Burgmuseum untergebracht. Hier erhält der Besucher Erläuterungen zum Ritterwesen und zur mittelalterlichen Gerichtsbarkeit. Er sieht neben vielen anderen Exponaten die berühmte Guttenberger Holzbibliothek von Carl von Hinterlang aus den Jahren um 1790 und die beiden spätgotischen Altarretabel, die viele Jahrhunderte auf den Nebenaltären der Burgkapelle standen.
Der Bergfried kann während der Öffnungszeiten des Museums bestiegen werden und bietet einen wunderbaren Blick über das Neckartal.
Die Burg Guttenberg ist weithin bekannt durch die Unterbringung der Deutschen Greifenwarte, die mit ihren Flugvorführungen viele Besucher anzieht. Im Zwinger sind die Volieren aufgestellt, und im ehemaligen Burggarten auf der Talseite der Burg liegt das Freifluggelände mit der Schaubühne. Außerhalb der Burg, vor dem Haupttor, wird in einem Nebengebäude die Burgschenke betrieben.
Von Mai 2011 bis Ende 2012 war die Burg Guttenberg Sitz der Deutschen Umweltstiftung.

Panoramablick von Burg Guttenberg

## Printmedien
- Stephanie v. Selchow: In der Tradition der Staufer. Von der Adlerwarte bis zur Xylothek – die Eventhochburg Guttenberg steht für gelebte Geschichte. In: Deutsches Adelsblatt, Nr. 5 (Titelthema), 15. Mai 2022, S. 13–20.